# Étang de Mittersheim
L'étang de Mittersheim (également appelé Gross-Mühlweyer et Lac Vert) est un étang situé dans le département français de la Moselle et le Pays des étangs.

## Description
Sa superficie est de 254 hectares.